# Lotononis sabulosa
Lotononis sabulosa är en ärtväxtart som beskrevs av Terence Macleane Salter. Lotononis sabulosa ingår i släktet Lotononis och familjen ärtväxter. Inga underarter finns listade i Catalogue of Life.